# Mary Beth Hughes
Mary Beth Hughes (eigentlich Mary Elizabeth Hughes; * 13. November 1919 in Alton, Illinois; † 27. August 1995 in Los Angeles, Kalifornien)  war eine US-amerikanische Schauspielerin.

## Leben
Mary Beth Hughes startete ihre Schauspielerkarriere schon während der Highschoolzeit in Washington. Sie erregte die Aufmerksamkeit eines Theaterbesitzers. Für ihn spielte sie in Klassikern wie Alice im Wunderland und Ein Sommernachtstraum. Im Jahr 1937 schloss sie die Highschool ab und kehrte wieder an die Theaterbühne zurück.
Hughes zog 1938 zusammen mit ihrer Mutter nach Los Angeles, um dort ins Filmgeschäft einzusteigen. Sie bekam nach einiger Zeit einen Vertrag bei MGM und wechselte 1940 zur 20th Century Fox. Bis 1951 trat sie in vielen B-Movies als Hauptdarstellerin auf oder erhielt in größeren Produktionen Nebenrollen. Ab 1949 begann sie auch als Sängerin in Nachtclubs zu arbeiten. Zusätzlich zum Singen wandte sie sich vermehrt dem Medium Fernsehen zu. Von 1953 bis 1955 war sie für den Sender KTLA in Los Angeles „Wetterfee“ Sie war bis 1961, neben einigen Ausflügen auf die Kinoleinwand, als Gaststar in der Abbott-und-Costello-Show und in Polizeibericht, Dr. Bill Baxter, Arzt in Arizona , Rin Tin Tin, Der Kopfgeldjäger, Der zweite Mann und Tausend Meilen Staub zu sehen.
Ab 1961 arbeitete Mary Beth Hughes als Rezeptionistin bei einem Schönheitschirurgen. Vor die Kamera trat sie nur noch sporadisch. Anfang der 1970er-Jahre war sie in elf Episoden der Red Skelton Show zu sehen. In den späten 1970er-Jahren eröffnete sie einen Schönheitssalon, schloss ihn aber wenige Jahre später und begann als Telefonverkäuferin zu arbeiten. Diese Tätigkeit übte sie bis 1991 aus.
Insgesamt war Hughes fünf Mal verheiratet. Mit dem Schauspieler Ted North hatte sie einen Sohn, Donald. Am 27. August 1995 starb Hughes in Los Angeles eines natürlichen Todes.

## Filmografie (Auswahl)
- 1939: Irrwege der Liebe (Broadway Serenade)
- 1939: Die Frauen (The Women)
- 1939: Nicht schwindeln, Liebling (Dancing Co-Ed)
- 1940: Free, Blonde and 21
- 1941: Charlie Chan in Rio
- 1941: Rache ist süß (Design for Scandal)
- 1942: Orchestra Wives
- 1942: Ritt zum Ox-Bow (The Ox-Bow Incident)
- 1943: Never a Dull Moment
- 1944: I Accuse My Parents
- 1945: The Great Flamarion
- 1948: Wildfeuer, der schwarze Hengst (Black Stallion)
- 1948: Reise ins Verderben (Inner Sanctum)
- 1948: Pferdediebe am Missouri (Last of the Wild Horses)
- 1949: El Paso, die Stadt der Rechtlosen (El Paso)
- 1949: Der Geisterschütze (Rimfire)
- 1949: The Devil’s Henchman
- 1949: Gespensterreiter (Riders in the Sky)
- 1950: Der Mann ihrer Träume (Young Man with a Horn)
- 1951: Die Faust der Vergeltung (Passage West)
- 1951: Ein Herz für Danny (Close to My Heart)
- 1954: Die Autofalle von Las Vegas (Highway Dragnet)
- 1954: Loophole
- 1955: Las Vegas Shakedown
- 1957: Dem Henker ausgeliefert (Gun Battle at Monterey)
- 1957–1970: The Red Skelton Show (Fernsehserie, 11 Folgen)
- 1959/1963: Tausend Meilen Staub (Rawhide, Fernsehserie, 2 Folgen)
- 1961: Der zweite Mann (The Deputy, Fernsehserie, 1 Folge)
- 1961: Dennis, Geschichten eines Lausbuben (Dennis the Menace, Fernsehserie, 1 Folge)
- 1971: How’s Your Love Life?
- 1974: The Working Girls
- 1976: Tanya